# Huaying

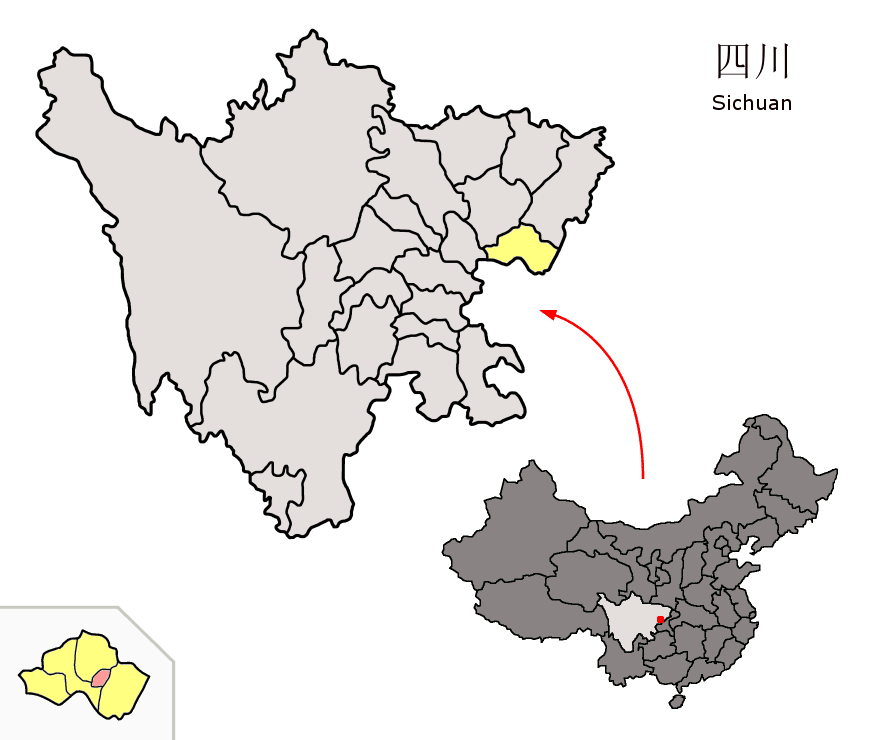
Lage von Huaying in Guang’an.

Huaying (华蓥市,  Huāyíng Shì) ist eine kreisfreie Stadt in der bezirksfreien Stadt Guang’an der chinesischen Provinz Sichuan. Die Fläche beträgt 415,8 Quadratkilometer und die Einwohnerzahl 272.332 (Stand: Zensus 2020). 1999 zählte Huaying 344.766 Einwohner.
Gräber des Clans der Familie von An Bing (An Bing jiazu mudi 安丙家族墓地) aus der Zeit der Südlichen Song-Dynastie stehen seit 1996 auf der Liste der Denkmäler der Volksrepublik China (5-178).